# Гейма, Петр
Петр Хейма (чеш. Petr Hejma, 27 июня 1944, Прага, Протекторат Богемии и Моравии) — бывший чехословацкий хоккеист, нападающий. Серебряный призёр Олимпийских игр 1968 года.

## Биография
Петр Хейма начал игровую карьеру в 1963 году в команде «Литомержице». С 1964 по 1968 год играл в чемпионате Чехословакии за клубы «Спарта Прага» и «Дукла Йиглава». В 1968 году вместе со своей женой Мартой Лужовой, чемпионкой Европы по настольному теннису, иммигрировал в ФРГ.
В Германии играл за «Дюссельдорф» (1970—76, 1978—81) и «Крефельд» (1976—78). В немецком чемпионате за 11 сезонов сыграл 442 игры, набрал 639 очков (297 шайб + 342 передачи). С «Дюссельдорфом» дважды (в 1972 и 1975 годах) выигрывал чемпионат ФРГ. Завершил карьеру в 1981 году.
За сборную Чехословакии провёл 11 игр, забил 5 голов. В составе сборной становился серебряным призёром Олимпийских игр 1968 года в Гренобле.
После окончания игровой карьеры остался в хоккее, работал тренером в «Дюссельдорфе».

## Достижения
Серебряный призёр Олимпийских игр 1968
 Серебряный призёр чемпионата мира и Европы 1968
 Чемпион ФРГ 1972 и 1975
 Серебряный призёр чемпионата ФРГ 1971, 1973, 1977, 1980, 1981
 Бронзовый призёр чемпионата ФРГ 1976